# Legrad
Legrad est un village et une municipalité située dans le comitat de Koprivnica-Križevci, en Croatie. Au recensement de 2001, la municipalité comptait 2 764 habitants, dont 97,87 % de Croates et le village seul comptait 1 218 habitants.

## Localités
La municipalité de Legrad compte 7 localités :
| - Antolovec - Kutnjak - Legrad - Mali Otok | - Selnica Podravska - Veliki Otok - Zablatje |